# Akcjusz (imię)
Akcjusz – imię męskie pochodzenia łacińskiego. Patronem tego imienia jest św. Akcjusz (IV wiek), wspominany razem ze św. Aleksandrem i św. Leoncjuszem.
Akcjusz imieniny obchodzi 1 sierpnia.

## Odpowiedniki w innych językach
- ang. - Accius, Attius
- łac. - Accius

## Znane osoby o tym imieniu
- Lucius Accius (ok. 170 p.n.e.- ok. 85 p.n.e.), poeta rzymski

Por.: Akacjusz